# Поуст Фолс (Ајдахо)
Поуст Фолс (енгл. Post Falls) град је у америчкој савезној држави Ајдахо.

## Демографија
По попису из 2010. године број становника је 27.574, што је 10.327 (59,9%) становника више него 2000. године.
| Група             | 2000.          | 2010.          |
| Белци             | 16.293 (94,5%) | 25.144 (91,2%) |
| Афроамериканци    | 31 (0,2%)      | 117 (0,4%)     |
| Азијати           | 96 (0,6%)      | 202 (0,7%)     |
| Хиспаноамериканци | 439 (2,5%)     | 1.280 (4,6%)   |
| Укупно            | 17.247         | 27.574         |